# Atlas (Gebirge)

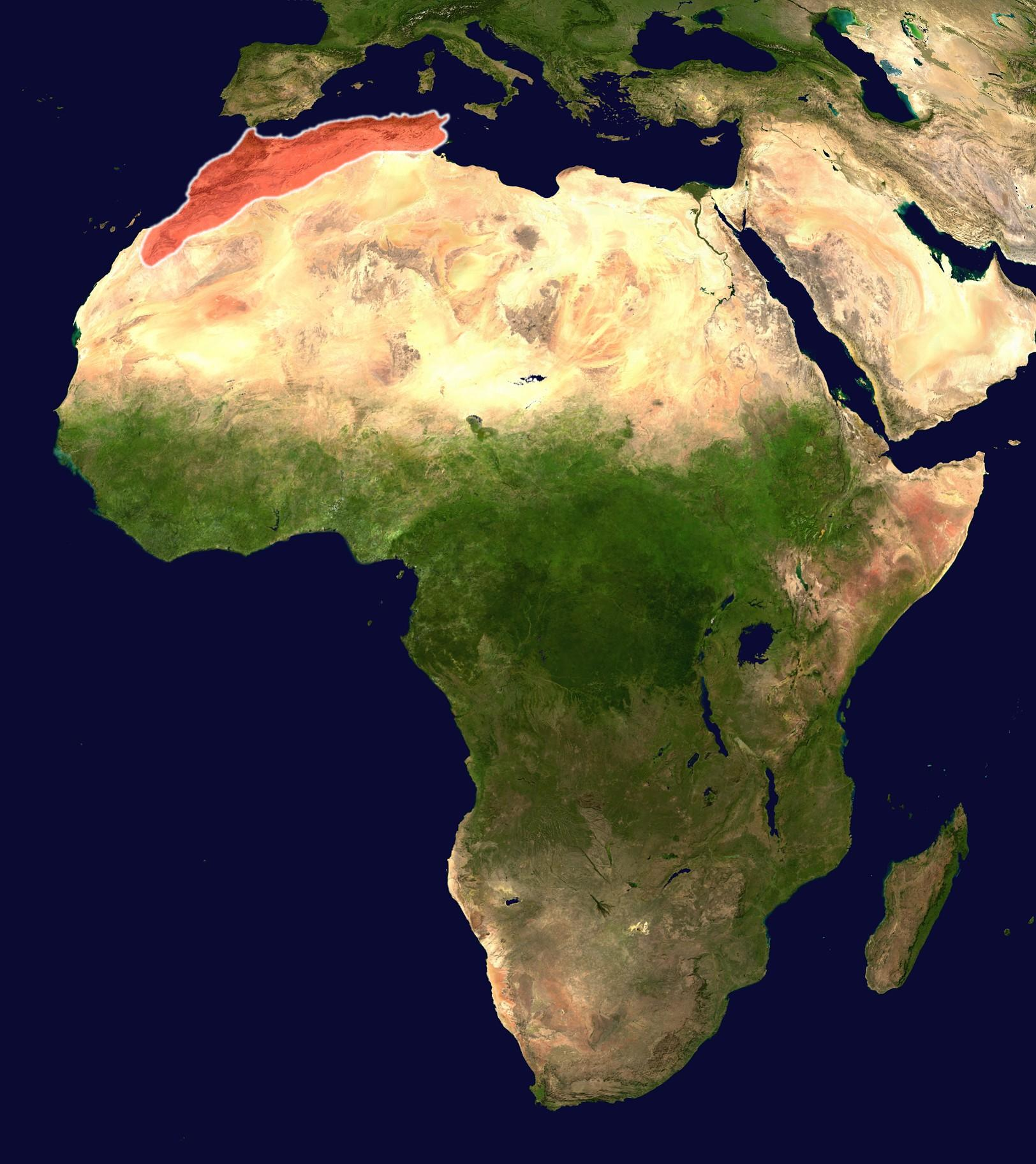
Satellitenaufnahme Afrikas mit hervorgehobenem Atlasgebirge

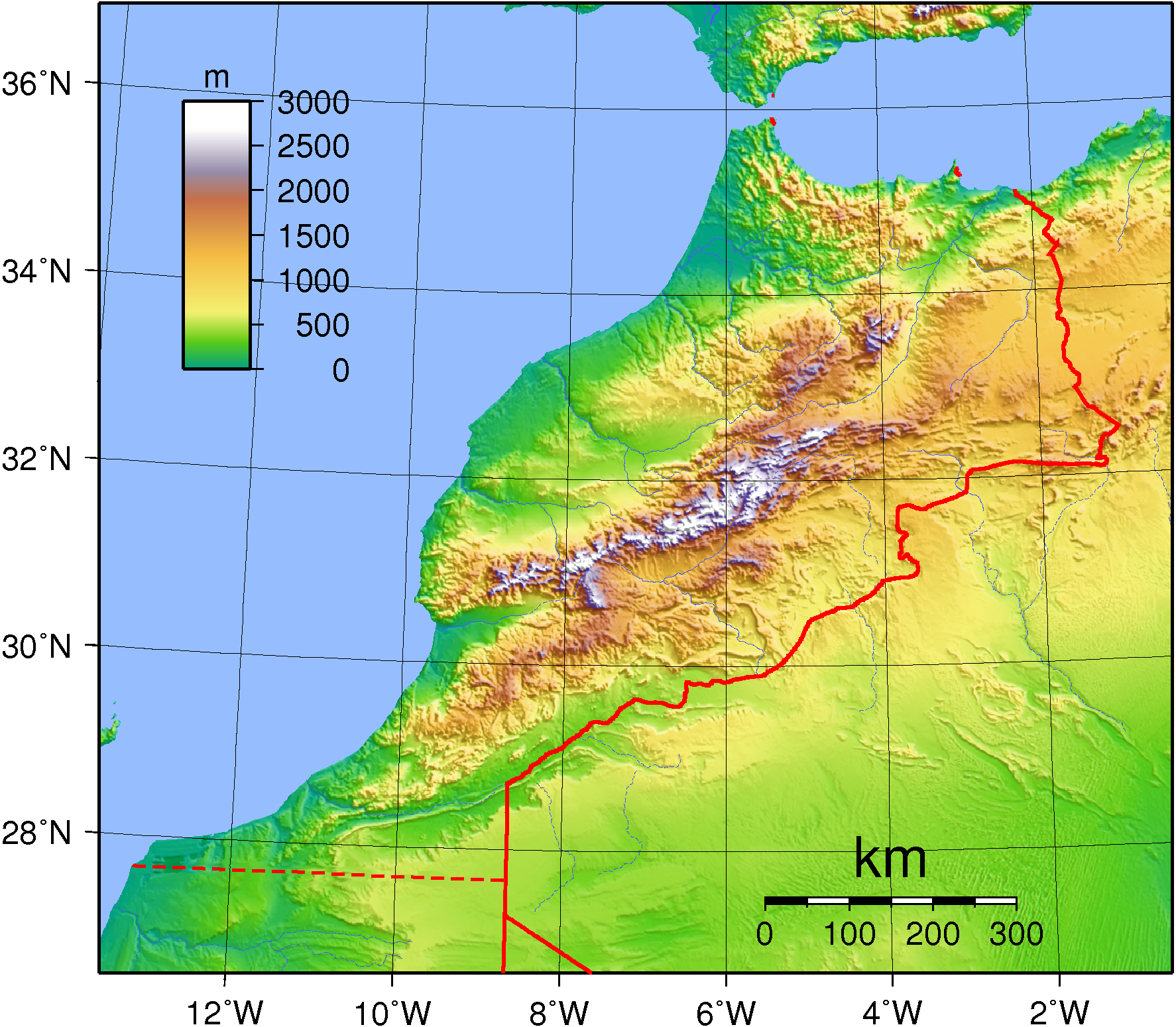
Gebirge in Marokko

Der Atlas (arabisch جبال الأطلس, DMG Ǧibāl al-Aṭlas, berberisch ⵉⴷⵓⵔⴰⵔ ⵏ ⵡⴰⵟⵍⴰⵚ Idurar n Waṭlaṣ) ist ein Hochgebirge im Nordwesten Afrikas, das sich in einer Länge von etwa 2300 Kilometer über die Staaten Marokko, Algerien und Tunesien erstreckt. Der höchste Gipfel ist mit 4167 Metern der Toubkal in der Mitte Marokkos. Der Atlas bildet eine markante Scheidelinie zwischen dem relativ feuchten Klima im äußersten Norden des Maghreb und der extrem trockenen Sahara. Er ist Teil des Alpidischen Gebirgssystems.

## Gliederung
Das Gebirge gliedert sich in folgende Gebirgsketten (in Klammern die maximale Höhe):
- Rif oder Er Rif (2456 m) an der marokkanischen Mittelmeerküste
- Mittlerer Atlas (3340 m) im Zentrum Marokkos
- Hoher Atlas (4167 m) etwas südlich des Zentrums von Marokko
- Antiatlas (2531 m) im Südwesten Marokkos
- Jbel Sirwa (3304 m) im zentralen Süden Marokkos
- Jbel Sarhro (2712 m) im Südosten Marokkos
- Tellatlas oder Kleiner Atlas (2308 m) an der algerischen Mittelmeerküste
- Saharaatlas (2008 m) in Algerien südlich des Tellatlas

In Tunesien sind nur noch die Ausläufer der algerischen Gebirgsketten Tellatlas und Saharaatlas zu finden. Tunesien hat dabei Anteil am Aurès, der gelegentlich ebenfalls zum Atlas gezählt wird.

## Geologie

### Entstehung
Der Atlas, wie er heute erscheint, muss zum Verständnis zweigeteilt werden, da seine Entstehung in zwei verschiedenen erdgeschichtlichen Phasen stattfand. Der erste Teil besteht nur aus dem Antiatlas, der bereits im Jungpaläozoikum (vor ca. 300 Mio. Jahren) als Resultat von Kollisionen damaliger Kontinente entstand. Erst im Tertiär (vor ca. 65 Mio. bis etwa 1,8 Mio. Jahren) bildeten sich die übrigen Gebirgsketten, die heute den Atlas bilden, weil die Landmassen Europas und Afrikas am südlichen Ende der Iberischen Halbinsel gegeneinander drückten. Da das Land sich durch diesen Druck zu einem Gebirge auffaltete, spricht man beim Atlas von einem Faltengebirge. Dieselbe Bewegung formte zu dieser Zeit, in der auch die heutige Straße von Gibraltar geschlossen war, die Alpen und die Pyrenäen. Erst im Quartär (ab etwa 1,8 Mio. Jahre vor heute) löste sich der afrikanische Kontinent aufgrund eines schwächer werdenden Drucks wieder von Europa.

### Geologischer Ausnahmefall für Afrika
Das Grundgebirge Afrikas entstand bereits im Präkambrium (vor ca. 4,5 Mrd. bis etwa 550 Mio. Jahren) und ist damit ungleich älter als das heute ebenfalls in Afrika liegende Atlasgebirge. Dem Atlas fällt daher eine Sonderrolle unter den Gebirgen Afrikas zu, da er entstehungsgeschichtlich nicht zum restlichen Afrika passt.

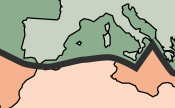
Tektonischer Grenzverlauf

### Gefahr durch Erdbeben
Der Atlas bildet heute plattentektonisch betrachtet die Grenze zwischen der Eurasischen Platte im Norden und der Afrikanischen Platte im Süden. Wenn diese beiden Platten aneinander reiben, kann es zu Erdbeben kommen. Die mitten im Tellatlas liegende Stadt Blida mit heute etwa 265.000 (2005) Einwohnern wurde im 19. Jahrhundert zweimal durch starke Erdbeben völlig zerstört. In der ebenfalls in Algerien liegenden Stadt Ech Cheliff mit heute etwa 235.000 (2005) Einwohnern starben bei einem Erdbeben mit der Stärke 7,3 auf der Richterskala im Jahr 1980 etwa 5000 Menschen. Ein weiteres Erdbeben in Marokko mit der Stärke 6,8 trat im September 2023 auf.

### Vorkommen verwertbarer Rohstoffe
Der Atlas ist reich an Rohstoffen, deren Abbau für die Menschen attraktiv ist. Es gibt Eisenerz, Bleierz, Kupfer, Kobalt, Steinsalz, Phosphat, Quecksilber und etwas Silber, Kalksteine, Steinkohle und Erdgas. Mit dieser Vielfalt an Rohstoffen bildet er eine Ausnahme unter den Gebirgen Afrikas, denn die Saharagebirge Ahaggar und Tibesti oder die Gebirge Äthiopiens im Osten des Kontinents weisen gar keine Rohstoffvorkommen auf. Einzig im Süden des Kontinents gibt es ähnlich rohstoffreiche Gebiete.

## Klima

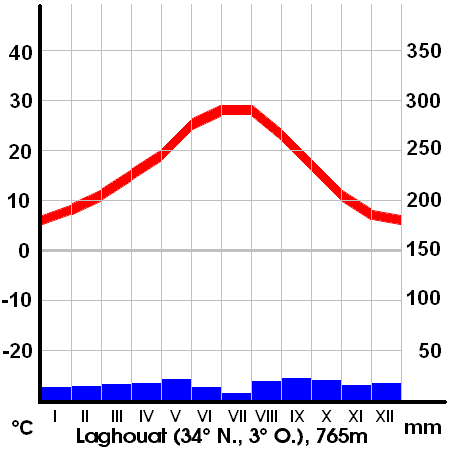
Temperaturen und Niederschläge im algerischen Laghouat am Südrand des Atlas

Grundsätzlich herrscht ein mediterranes Klima. Die Sommer sind daher recht heiß, während es im Winter aufgrund der Höhe zu starken Schneefällen bei nicht allzu niedrigen Temperaturen kommt. In der meisten Zeit des Jahres bleiben zumindest die höheren Gipfel mit Schnee bedeckt, allerdings schmilzt dieser spätestens in den Sommermonaten wieder ab. Gletscher gibt es daher nicht.
Im etwa mittig im Atlas liegenden Hochland der Schotts betragen die mittleren Monatstemperaturen etwa 26 °C im Sommer und um 4 °C im Winter.

### Der Atlas als Scheidelinie
Von Norden dringen kalte und feuchte Luftmassen zum Atlas, während ihn über die Sahara von Süden die sehr heißen und trockenen Winde des Scirocco erreichen. Er bildet somit eine Scheidelinie zweier sehr verschiedener klimatischer Räume. Die südlichen Hänge des Saharaatlases haben daher ein völlig anderes Klima als die nördlichen Hänge des Tellatlas. Das Gebiet der zur Wüste gerichteten Hänge weist kaum Niederschlag auf und unterliegt starken, tageszeitbedingten Temperaturschwankungen. Weiter nördlich trifft man auf ein etwas milderes Klima mit deutlich mehr Niederschlag und weniger Temperaturschwankungen im Tagesverlauf. Neben den starken Tagesschwankungen der Temperaturen weist das südliche Klima auch einen stärker kontinental geprägten Charakter auf, der die Winter kälter und die Sommer wärmer werden lässt.

### Schneeschmelze und Regen
Aufgrund der alljährlich im Frühling abschmelzenden Schneemassen und auch durch neuen Niederschlag zu dieser Zeit entstehen zahlreiche Bäche und Flüsse, die nach beendeter Schneeschmelze teilweise wieder austrocknen. Diese nur zeitweise wasserführenden Fließgewässer werden al-wādi (الواد – das Tal) genannt. Zwischen dem Tellatlas und dem Saharaatlas im Hochland der Schotts entstehen als Schotts bezeichnete Salzseen durch Regen- und Schmelzwasser, die im späten Sommer wieder bis auf kleinere Lachen austrocknen.

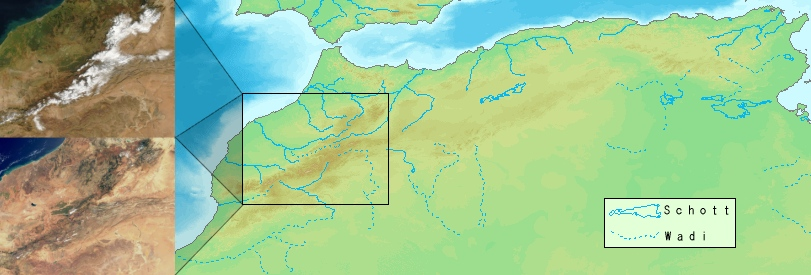
Der marokkanische Teil des Atlas als Satellitenfoto einmal im Januar, einmal im April und eine Wasserkarte, die die größten Schotts und Wadis zeigt

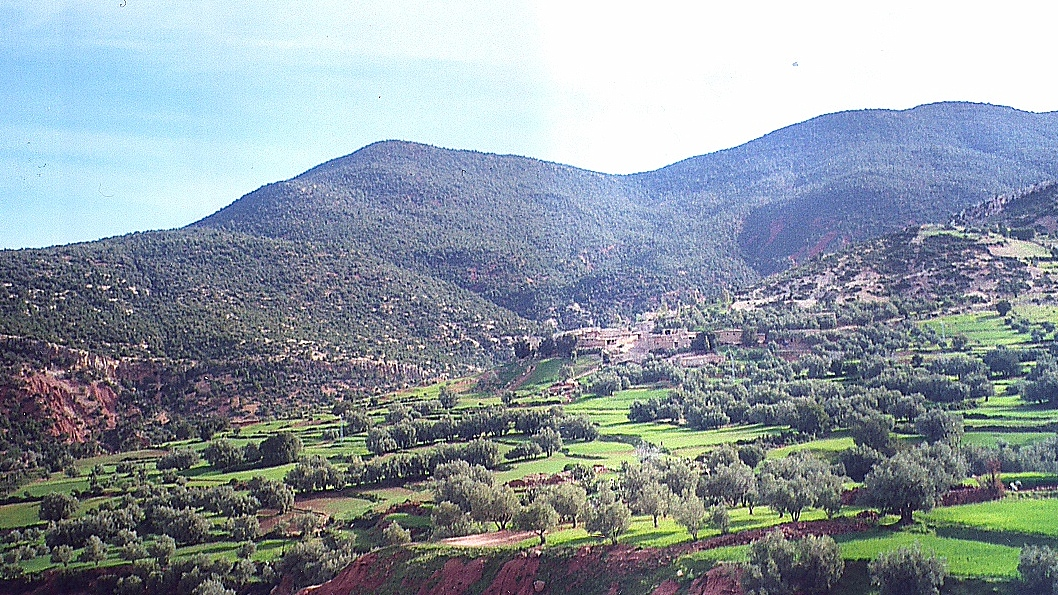
Ölbaumkulturen (beispielsweise im Bibans) und Feldfruchtbau auf etwa 800 Metern Höhe im April

## Flora und Fauna
Aufgrund jahrhundertelanger Abholzung und Beweidung sind die Wälder des Atlas heute hauptsächlich durch immergrüne Strauchgewächse ersetzt. Heute wachsen dort Macchiagebüsche, Korkeichen, Aleppo-Kiefern, Zedern, Wacholder, zum Teil wilde Ölbäume, und besonders in Marokko Arganbäume und große Flächen von Thymian und Rosmarin. Es gibt außerdem Kakteen, Feigenbäume und verschiedene Palmengewächse. An gut bewässerten Stellen findet man auch lockere Bestände von Akazien und Jujube. Auch bei der Pflanzenwelt der Region fällt auf, wie groß die Unterschiede zwischen dem nördlichen und dem südlichen Atlas sind. Die durchaus fruchtbaren Böden werden auch landwirtschaftlich genutzt.
Die Tierwelt ist aufgrund der beiden aufeinandertreffenden Klimazonen äußerst vielfältig. Im Norden gibt es die typischen Tiere des Mittelmeerraumes wie zum Beispiel Wildschweine, die inzwischen sehr selten geworden sind, oder mittlerweile domestizierte Esel. Südlich kommen die spezialisierten Tierarten der wüstennahen Region vor, wie Gazellen, die vom Aussterben bedrohten Leoparden und Geparden, Hyänen, Wüstenhasen und -Springmäuse. In beiden Regionen gibt es außerdem Kleinreptilien, Schlangen und natürlich zahlreiche Arten von Insekten.

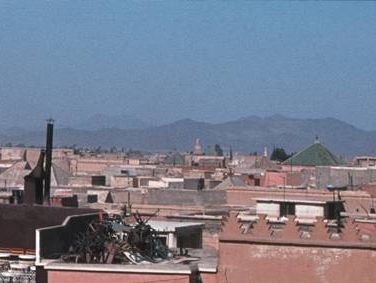
Dächer von Marrakesch mit dem Hohen Atlas im Hintergrund

## Besiedlung
Alle größeren Städte Algeriens liegen im Nordteil des Landes und damit in der Region des Atlasgebirges, da im südlichen Teil die Sahara mit extrem schlechten Siedlungsbedingungen liegt. Auch die großen Städte Tunesiens und Marokkos liegen in der Region des Gebirges. Die dichtesten Siedlungsgebiete liegen unmittelbar an der Küste zum Mittelmeer. Einige große Städte, wie zum Beispiel das marokkanische Marrakesch mit etwa 850.000 (2004) Einwohnern liegen direkt am Fuß der Berge. Die algerischen Städte Constantine in 650 Metern Höhe mit etwa 500.000 (2005) Einwohnern und besonders El Djelfa in über 1.100 Metern Höhe mit etwa 235.000 (2005) Einwohnern sind die einzigen Städte von nennenswerter Größe, die sich wirklich im Gebirge befinden.
Kleinere Siedlungen finden sich zahlreich überall dort, wo Wasser in Form der Wadi zur Verfügung steht.

## Geschichte und Mythologie
Homer und Herodot, die griechischen Dichter und Historiker aus der Antike, sahen im Atlas die westliche Grenze der damals bekannten Welt. Hier stützte Atlas das Himmelsgewölbe.
Den arabischen Geographen zur Zeit der islamischen Expansion schien der gebirgige Nordwestvorsprung wie eine Insel, da er nördlich vom Meer und südlich durch die karge Wüste abgeschnitten wurde. Diese Insel erhöbe sich nach ihren Vorstellungen gegenüber dem andalusischen Gebirgsland im heutigen Spanien, und auch für sie bildete er den äußersten Westen der Welt. Andererseits haben die damaligen arabischen Geographen den Begriff des Atlasgebirges über seine natürlichen Grenzen nach Osten hinaus erweitert.